# Жан Брок

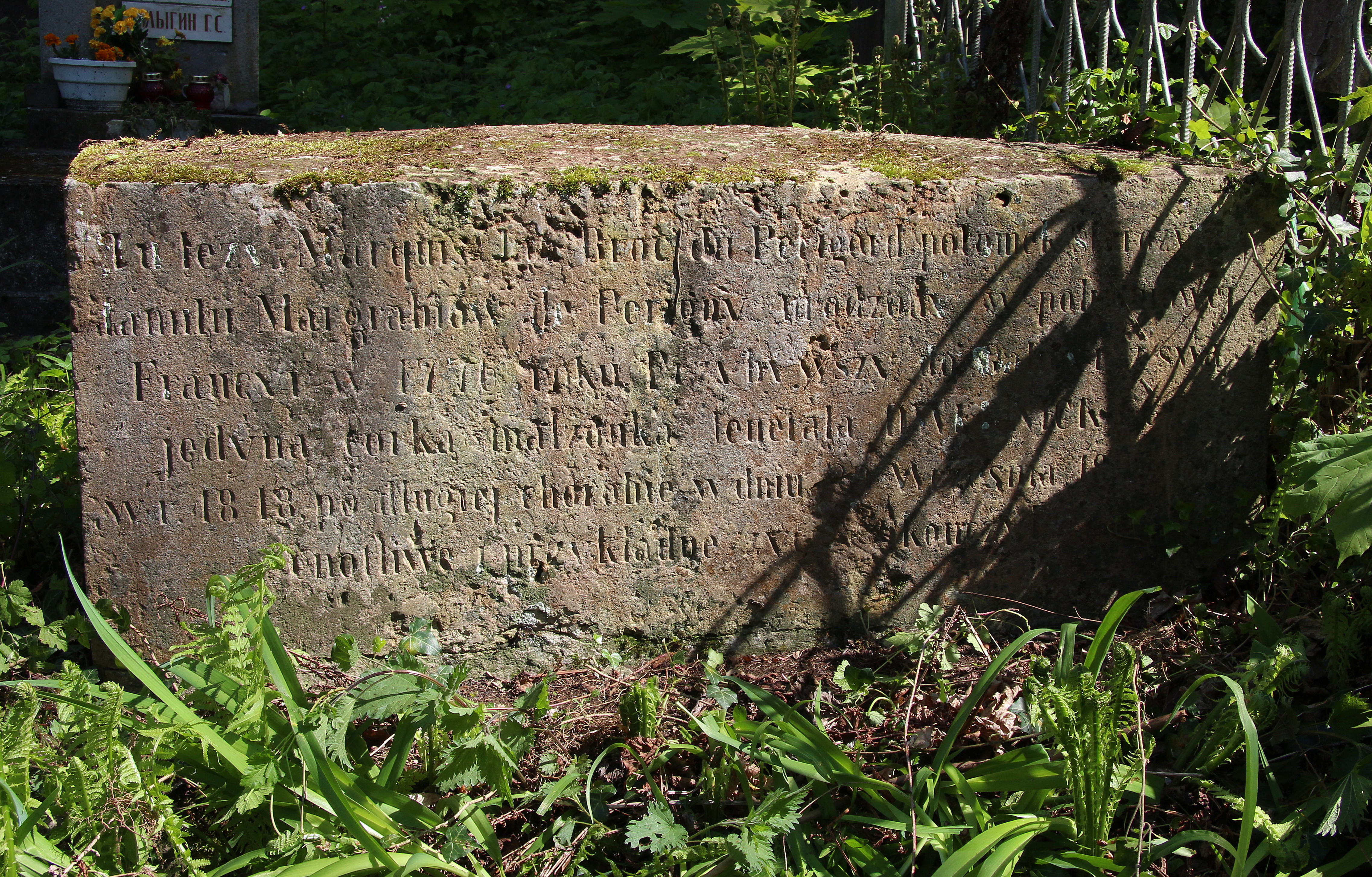
Нагробок на могилі художника Жана Брока.

Жан Брок (16 грудня 1771, Монтіньяк, Дордонь, Французьке королівство — вересень 1849, Лопатин, Австрійська імперія) — французький художник, учень Жака-Луї Давида.

## Біографія
Майбутній художник народився в невеликому місті Монтіньяк, в історичному регіоні Дордонь, і там же провів свою юність. У 20 з невеликим років він був зарахований до армії революційної Франції і взяв участь на боці республіканців в кривавій війні в Вандеї. 1797 року, після кількох років військової служби, він приїхав в Париж, де став одним з численних учнів головного художника Революції, Жака-Луї Давида. Подружившись з кількома іншими учнями майстра, він створив разом з ними художню групу «Барбус», також відому, як «Ті, що розмірковують», «Мислителі» або «Примітиви». Членів «Барбуса» не задовольняв стиль Давида, вони мріяли направити французький класицизм іншим шляхом. Група «Барбус» привернула велику увагу художніх кіл Франції, однак проіснувала недовго, і, після смерті одного з художників, свого натхненника, розпалася 1803 року.
У роки існування «Барбуса» Жан Брок проживав в мансардному поверсі Лувру, ділячи своє скромне житло з однодумцями, художниками братами Франк; і активно брав участь в богемному житті Парижа. 1801 року Брок залишив студію Давида, а дещо раніше — і надану Давидом мансарду, і оселився на вулиці Обсерваторії.
Ще до цього, 1800 року Жан Брок представив на Паризькому Салоні свою першу картину, «Школа Апеллеса», яка стала своєрідним маніфестом школи «Барбус». Нині це багатофігурні полотно на античний сюжет зберігається в колекції Лувра.
У наступному році тридцятирічний художник створив і представив в салон свою головну картину, «Смерть Гіацинта», на якій свого хлопця-коханого оплакує невтішний Аполлон. Вишуканість композиції, краса фігур, і нічим не прикриті гомоеротичні сюжети зробили картину вельми популярною як у сучасників художника, так і сьогодні. Бувши в 21 столітті частиною художньої колекції музею Сен-Круа в Пуатьє, картина Смерть Гіацинта регулярно експонується на художніх виставках в найбільших музеях Європи: паризькому Орсе (2013—2014), Луврі (2006), музеї Тіссен-Борнеміса в Мадриді (2009—2010).
Крім цього, Жан Брок, як і багато інших учнів Давида, періодично працював над офіційними замовленнями Наполеона і уряду Першої Імперії. Ним створені, зокрема, «Портрет маршала Сульта» для палацу Тюїльрі, і велика картина «Смерть генерала Дезе», героя блискучого битви при Маренго.
Падіння Першої Імперії і втеча з Франції Жака-Луї Давида, якого звинувачують у причетності до царевбивства (Давид, поряд з багатьма іншими, голосував на початку Революції за страту короля Людовика XVI), не вплинула на успішність кар'єри Брока. Він продовжував виставлятися на Паризькому Салоні до 1833 року; мав учнів, серед яких виділявся Гійом Боден (1795—1872).
Попри інтерес до гомоеротичної тематики, Жан Брок був одружений. На початку 1830-х років його донька Аліна познайомилася в Парижі з польським генералом Юзефом Дверницьким. Полковник армії Наполеона, Дверницький залишався вірним йому до кінця, після чого, як і багато інших поляків, повернувся до Польщі, яка здебільшого увійшла за рішенням Віденського конгресу до складу Росії. Однак 1831 року Дверницький взяв активну участь в Польському повстанні, отримав від повстанського уряду чин дивізійного генерала, проводив самостійні військові операції проти російських військ, а після поразки емігрував до Франції, де познайомився і одружився з Аліною Брок, попри те, що був лише на вісім років молодший за її батька-художника.
За наполяганням російського уряду, Дверницький, як небезпечний і діяльний повстанець, був висланий з Франції, і перебрався в австрійську частину Польщі, в селище Лопатин (нині Львівська область, Україна), куди з ним переїхали й дружина, і тесть.
У вересні 1849 року Жан Брок помирає у Лопатині.
Довгі роки вважалося що Жан Брок похований у селищі Лопатин. У 2005 р. науковий співробітник Музею «Личаківський цвинтар» Михайло Нагай виявив нагробок «маркіза Перігорд» на полі 15 Личаківського цвинтаря.
Тоді, на жаль, не вдалося прочитати напис на нагробку повністю.
Згодом наукові співробітники Личаківського цвинтаря знайшли архівні підтвердження того, що це поховання саме Жана Брока де Перігорд.

## Галерея

Деякі праці
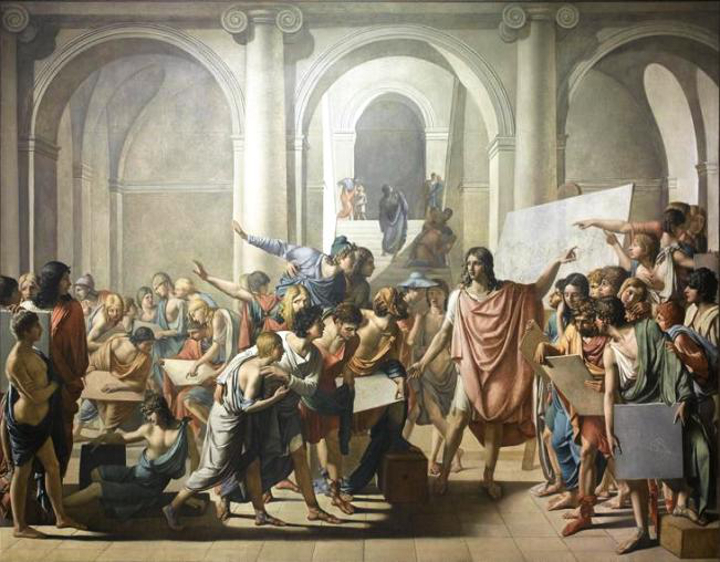
Школа Апелеса.
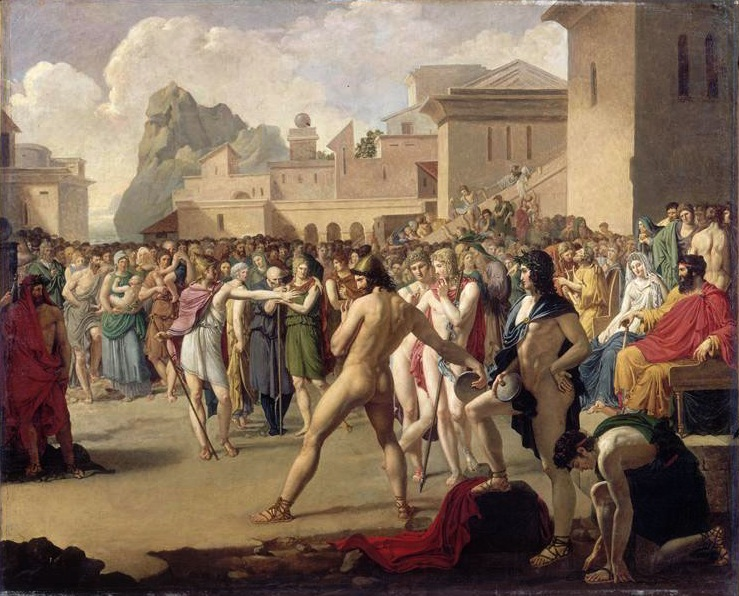
Улісс — Метання диску.
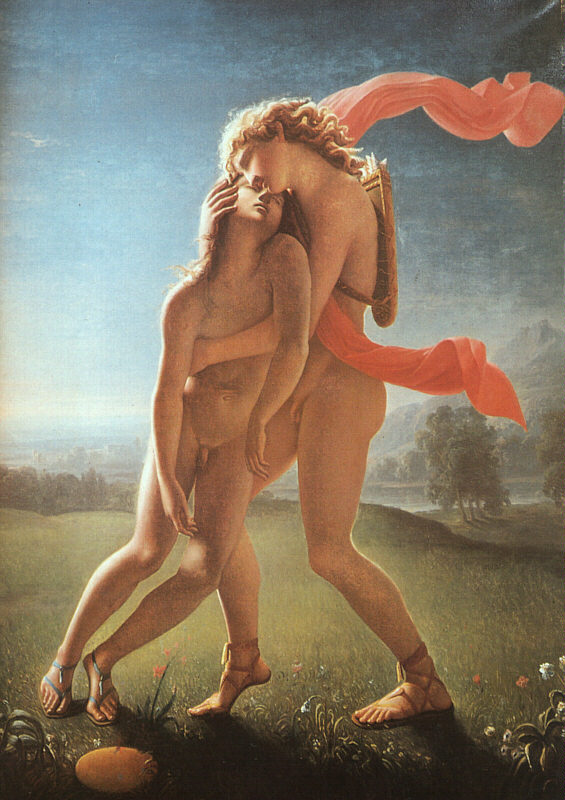
Смерть Гіацинта.
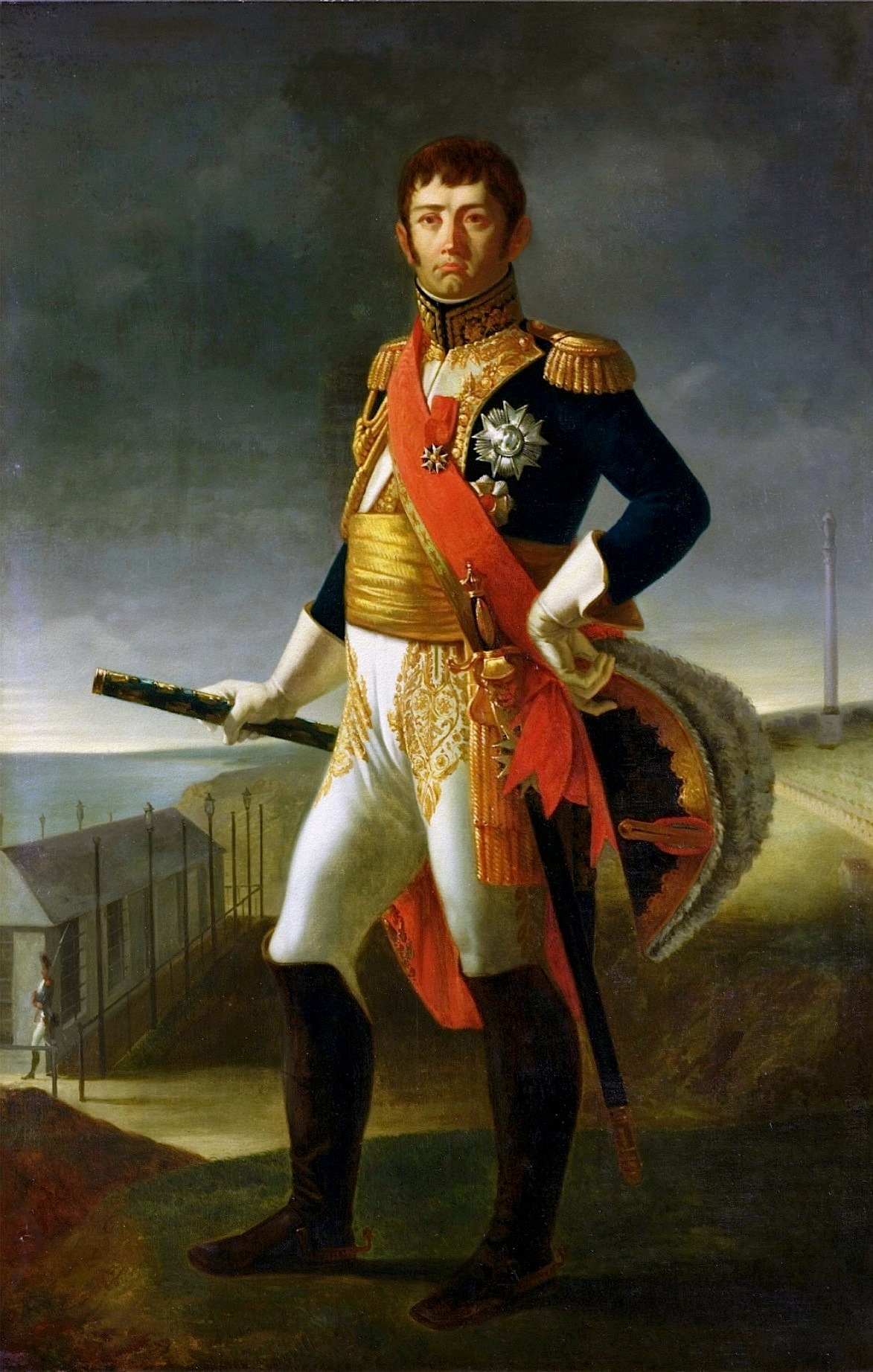
Портрет Нікола де Дьє Сульта.
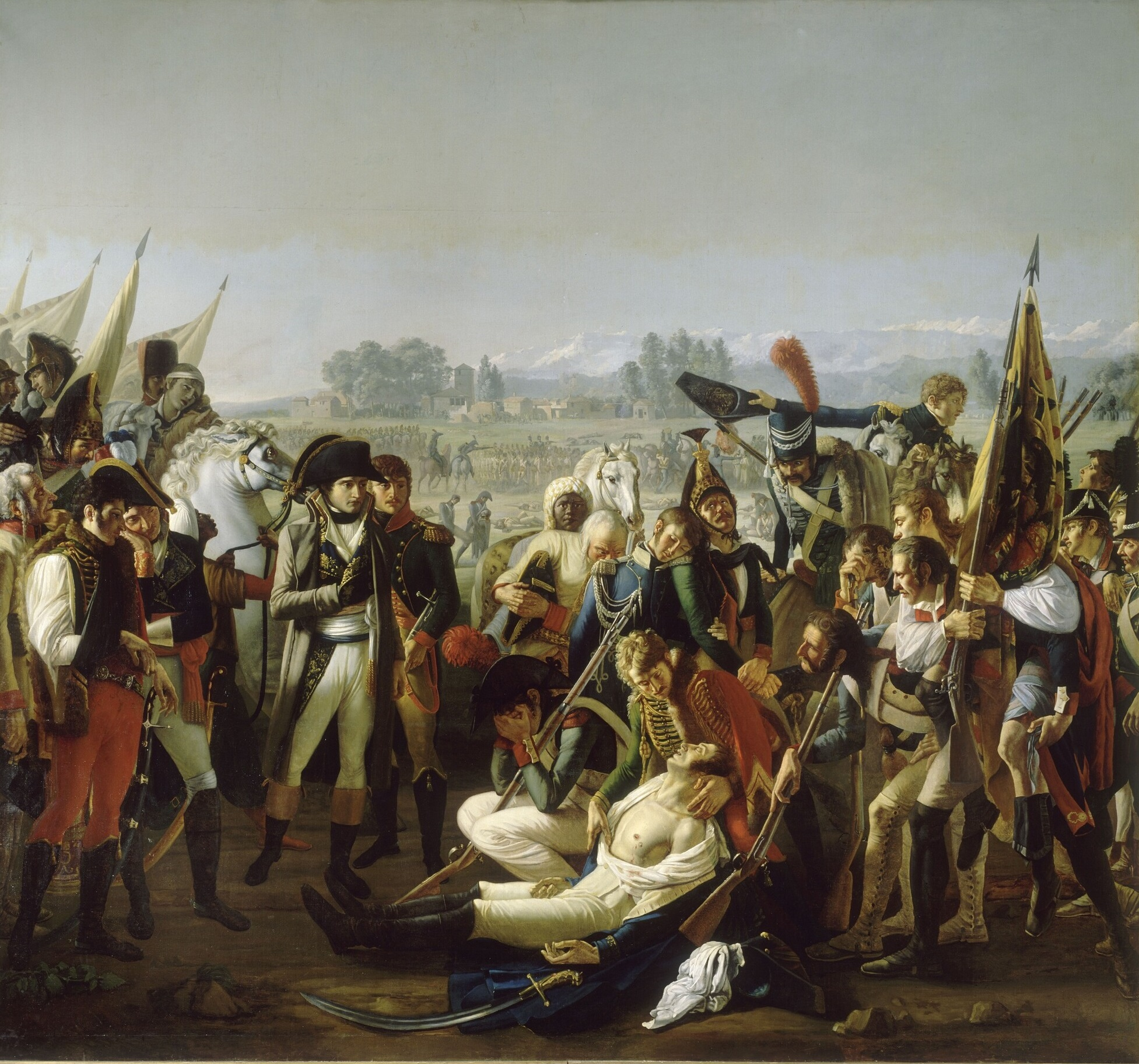
Смерть генерала Дезе.
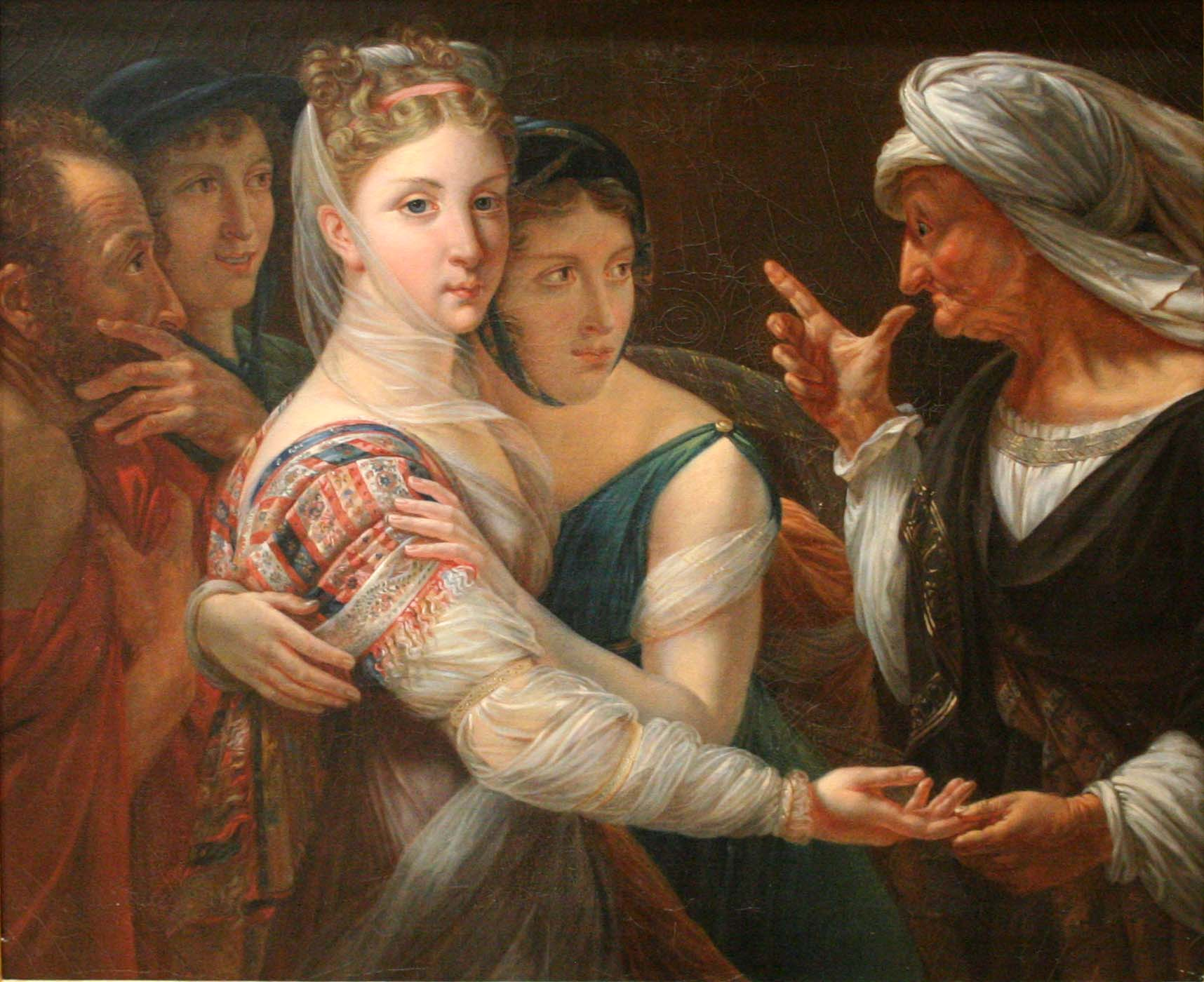
Жанрова сцена.